# 楊如軒

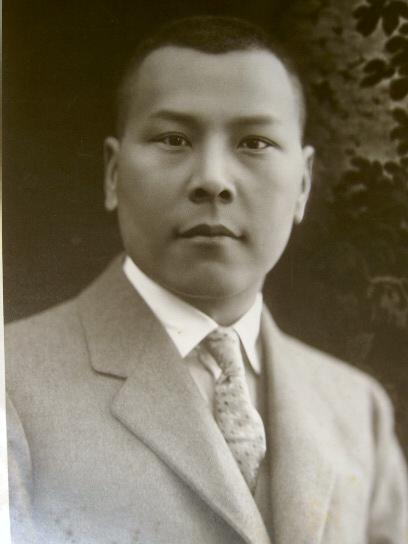
任军事参议院参议时的杨如轩

杨如轩（1895年—1979年）字夷斋，云南省宾川县平川乡盘谷村人，中华民国军事将领。

## 生平

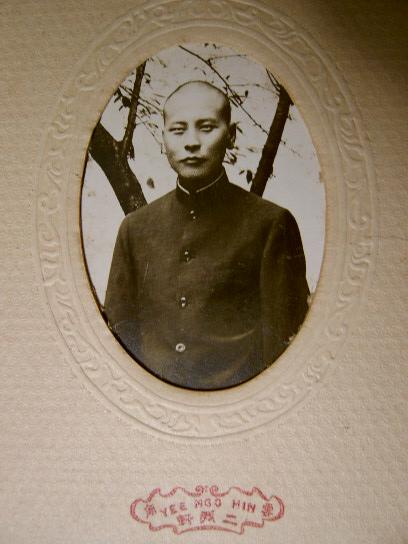
杨如轩

### 重九起义
1895年，杨如轩生于宾川县平川乡盘谷村。在家中六个兄弟姐妹中，杨如轩排行最小。杨如轩7岁时，其父杨仑逝世，正在父亲开办的私塾学习的杨如轩由此辍学在家。
1907年2月，杨如轩的兄长杨如壁被征兵，赴大理的七十六标服役，但因不能吃苦，杨如壁逃回家，年仅16岁的杨如轩由此替兄长从军。1907年，杨如轩被调到昆明的七十三标右队任见习哨长（哨长相当于排长）。1910年7月，随营学堂并入云南讲武堂丙班，杨如轩随之入丙班学习，和正在丙班的朱德成为同学，并结识了朱培德、金汉鼎、杨池生、范石生、王均等人。

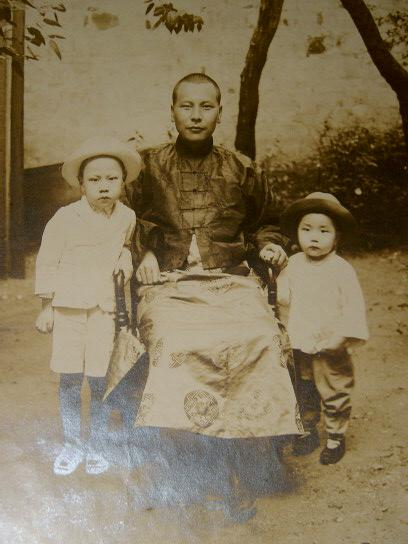
杨如轩

1911年10月下旬某日，已自特别班毕业的朱德（1910年底从丙班和随营学堂学生中挑选100人编为特别班，培训八个月分配至新军各部任排长）请杨如轩等20多人赴昆明大观楼，乘船在滇池中策划云南起义。中国同盟会会员在重九起义前开了三次秘密会议，商讨起义事项。农历九月初九，昆明重九起义爆发，随即成功。杨如轩也参加了起义。

### 护国战争
重九起义成功后，云南讲武堂丙班学生被编为第四期，杨如轩也包括在内。1913年秋，杨如轩毕业。此后被分配到补充大队任第七连连长。1915年夏，在云南讲武堂任骑兵科教官的李文汉约杨如轩赴昆明见面。几天后，李文汉、杨如轩、董鸿勋、邓泰中、田中谷等十多人在西山太华寺的树林中集会，会议要求联络全体官兵，为讨伐袁世凯进行准备。
1915年12月25日，云南护国起义爆发，云南宣布独立，讨伐袁世凯。护国军分三个军，各军均有三个旅，每旅下辖两个团，杨如轩被分配至蔡锷的第一军，在朱德任团长的第六团任副营长。杨如轩参加了棉花坡战斗，率敢死队英勇作战，负重伤。战后，杨如轩因立下战功被升为团长。

### 南北之间

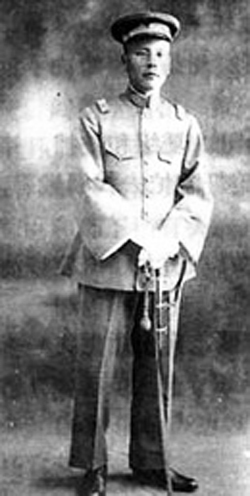
杨如轩

1920年，顾品珍率部自四川回云南，驱逐了唐继尧。杨如轩奉命在滇南剿匪，半年便将土匪吴学显等部肃清，1921年8月杨如轩晋升为旅长。在贵州镇宁时，滇军部队奉孙中山电令，赴广东讨伐陈炯明。随后，滇军又参与进攻桂军沈鸿英部并获胜。1923年3月30日，大元帅孙中山任命杨池生为中央直辖滇军第一师师长，杨如轩为中央直辖滇军第二师师长。1923年7月，杨如轩、杨池生因故被免职。吴佩孚随即邀请二人北上，杨如轩乃离开孙中山，投靠吴佩孚。

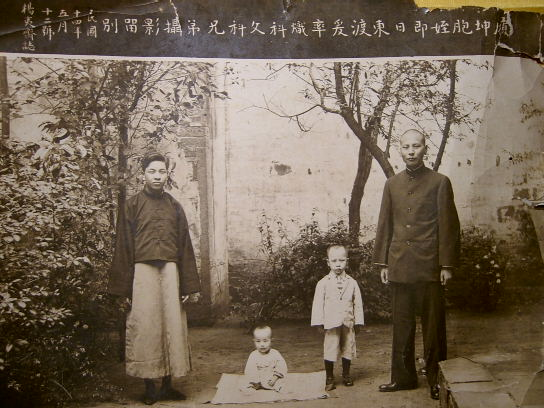
杨如轩

1924年，杨如轩被吴佩孚任命为中央陆军第六师中将师长，兼赣粤边防督办。1926年，广州国民政府开始北伐。同年7月，叶挺独立团开入湖南，同时朱培德派人联络杨如轩。1926年10月，杨如轩和杨池生的军队在赣东北同北伐军合编。1927年3月，朱培德被武汉国民政府任命为国民革命军第五路军总指挥兼江西省主席，杨如轩被任命为二十七师师长。

### 借道与剿共
1927年4月12日，蒋介石在上海发动四一二事变。6月中旬，第五路军总参议朱德在杨如轩的武装护送下回到南昌。南昌起义前，朱德多次劝杨如轩参加起义，但杨如轩未参加。南昌起义爆发后，起义军自南昌经抚州（今临川）向会昌前进，朱德、彭湃、恽代英、郭沫若等大约四百人为先遣政治宣传队。当时，抚州是杨如轩的赣东警备司令部和二十七师司令部的所在地，朱德致电杨如轩提出借道抚州，不受阻拦，获杨如轩同意。杨如轩将所部撤出抚州，起义军乃顺利占领抚州，随后经宜黄、广昌赴瑞金、会昌。
此后，杨如轩、范石生多次援助中国工农红军，但迫于南京国民政府蒋介石的压力，1928年5月，杨如轩、杨池生开始围剿井冈山，遭到大败。此后，杨如轩所在的第三十一军缩编，杨如轩调任军事参议院中将参议。1930年，杨如轩奉命充任国民政府滇黔宣慰使，返回云南，又获云南省主席龙云任命为云南宪兵司令兼宪兵学校校长。

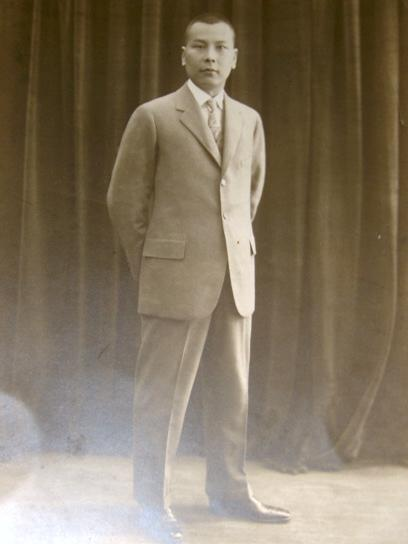
任军事参议院参议时的杨如轩

### 云南防空
1937年7月7日卢沟桥事变爆发后，国民政府组建云南省防空司令部，宪兵司令杨如轩兼任防空司令。
1938年9月28日，日军派出9架轰炸机首次空袭云南，遭到驻昆明的空军军官学校第八期学生黎中炎等驾驶3架战斗机迎击，击落日军一架九六式轰炸机，机组成员6人中，5人在坠机时烧死，投弹手池岛功曹被俘。此为抗日战争时期国军在云南击落的首架日军飞机。此次空袭后，杨如轩迅速组建高射炮部队，拟订空袭疏散方案，公布《防空手册》，并设立云南防空情报区。

### 晚年生涯
1939年，杨如轩调任云南省军参处主任，但未就任，而是赴安宁温泉置办田宅、种果树及蔬菜。1941年，杨如轩决定在平川县创建初级中学，邀西南联大化学系的李伯昂任校长，并自西南联大等高校聘请18位教师，设平川中学（今宾川二中的前身）。抗日战争结束后，杨如轩曾任国民大会代表。
中华人民共和国成立后，杨如轩被关押判刑。1964年，朱德到云南，杨如轩致信朱德，此后杨如轩被释放出狱，监外执行。文化大革命期间，杨如轩自愿回到监狱，以求得保护，直到1973年才再次释放出狱。此后，杨如轩出任云南省文史研究馆馆员、云南省第四届政协委员。
1979年，杨如轩在昆明病逝。